# Maison d'Abraham (Israël)
Pour les articles homonymes, voir Maison d'Abraham.

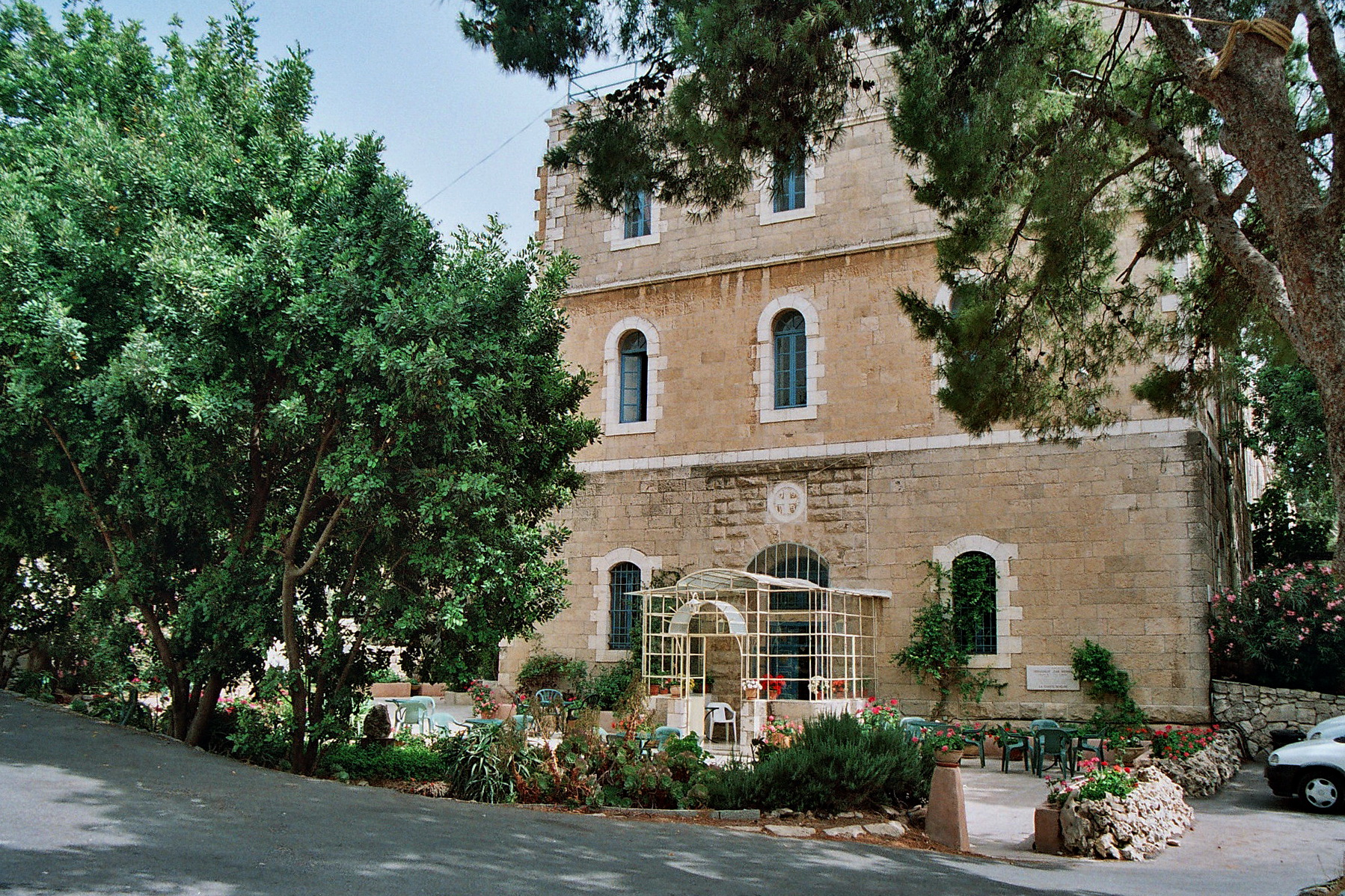
La maison d'Abraham

La Maison d'Abraham  est un lieu d'accueil et d'échange situé à Jérusalem-Est, dans le quartier Ras al-Amud, géré par le Secours Catholique.

## Histoire
En guise de mémoire en Israël, la maison d'Abraham est un centre destiné aux pèlerins et aux voyageurs désirant découvrir la Terre sainte. Créé en 1964 par l'Église catholique, en association avec les autorités israéliennes, en mémoire de l'œuvre de la promesse d'Abraham. Abraham selon Genèse 12 v. 2 à 3 et l'Épître aux Romains dans le Nouveau Testament selon la Bible fut le père de la foi en héritant des promesses de Dieu et particulièrement celle que le salut du monde parviendra par sa descendance. Abraham eut des enfants après la mort de sa femme Sarah, cependant ses deux enfants intime sont Ismaël et Isaac. Ismaël fut béni par Dieu et son père et Isaac aussi eut la bénédiction d'avoir la descendance de Christ dans sa lignée. Ainsi la généalogie jusqu'à la naissance du Fils du Père commence par Abraham, Isaac, Jacob qui est Israël, à David jusqu'à Joseph et Marie les parents de Jésus selon les Écritures bibliques.
Ce lieu maison d'Abraham est une contrée initié pour la réconciliation, la justice et la paix entre Israël et la Palestine. L'accueil de cette contrée est convivial, attirant les voyageurs ainsi que les pèlerins selon le budget de chacun. Historiquement et diplomatiquement, l'humble maison d'Abraham est sous la protection de la France.